# Grote Noord
Het Grote Noord is een winkelstraat in de Noord-Hollandse stad Hoorn. De straat is tezamen met het Kleine Noord en de Grote Oost een van de oudste straten van Hoorn. Een eerste vermelding van de straat stamt uit de 14e eeuw als de Noertstraat. Het Grote Noord maakt samen met de Kleine Noord, het Breed, de Gedempte Turfhaven en het Gouw deel uit van "het winkelrondje". 
Het Grote Noord is een verbinding tussen de Roode Steen en het kruispunt tussen de Grote en Kleine Noord en het Breed.

## Naam
Wat nu de Grote en Kleine Noord zijn is lange tijd één straat geweest. Deze ene straat heeft meerdere namen gekend, afhankelijk van achterliggende straten.
- 14e eeuw: Noertstraet
- 15e eeuw: Noerderstraet of Noirderstaet
- 1595: Ouden Noort
- 1840: Grote Noord
- 1888: per raadsbesluit wordt de naam Grote Noord officieel vastgelegd.

## Gebeurtenissen
In 1420 werd de straat voor het eerst met stenen geplaveid. In 1882 werd de  R.K. kerk Sint Cyriacus en Franciscus (beter bekend als de Koepelkerk) aan de Grote Noord gebouwd. Rond 1884 is werden de stadsgrachten gedempt,waaronder ook de Grote Noord. 
Tussen 1807 en 1909 werd er op de Grote Noord en de Breed elk najaar een zaadmarkt gehouden. Het Grote Noord werd hiervoor zelfs afgezet voor al het doorgaande verkeer. In 1888 kregen het pand De Zaadmarkt en tegenovergelegen café De Witte Engel elk een gietijzeren luifel om de zaadhandelaren een dak boven het hoofd te bieden.
Ter hoogte van de Koepelkerk staat sinds 1990 een monument, van de hand van Truus Menger-Oversteegen, ter herinnering aan een wandelroute die vijf verzetsstrijders uit Amsterdam op 4 januari 1945 af moesten leggen. De route begon aan de Westerdijk en liep via de Nieuwsteeg, Achterom, Geldersesteeg, Grote Noord, Roode Steen en Kerkstraat naar de Grote Kerk. Bij de Grote Kerk werd in 1947, op het eindpunt, een herinneringsmonument geplaatst ter herinnering aan de fusillade van het vijftal verzetsstrijders. Zij werden voor de kerk, voor het oog van de Hoornse bevolking gefusilleerd. Elk jaar op 4 mei wordt deze route gelopen in een Stille Tocht.

## Monumenten
Het Grote Noord telt 28 rijksmonumenten. Hieronder zijn:
- de  R.K. kerk Sint Cyriacus en Franciscus, ook bekend als de Koepelkerk
- de naastgelegen pastorie
- Grote Noord 20, een herenhuis tegenover de Koepelkerk
- In de twe vergulde Hofd
- de Zaadmarkt op Grote Noord 115

Straten: ABC
· Achter de Vest
· Achter op 't Zand
· Achterom
· Achterstraat
· Appelhaven
· Baanstraat
· Bierkade
· Binnenluiendijk
· Breed
· Breestraat
· Buurtje
· Dal
· Draafsingel
· Dubbele Buurt
· G.J. Henninkstraat
· Gasfabriekstraat
· Gedempte Appelhaven
· Gedempte Turfhaven
· Gerritsland
· Gouw
· Grashaven
· Gravenstraat
· Grote Noord
· Grote Oost
· Hoge Vest
· Jeudje
· Italiaanse Zeedijk
· Keern (gedeeltelijk)
· Kerkstraat
· Kleine Noord
· Kleine Oost
· Koepoortsweg (gedeeltelijk)
· Korenmarkt
· Korte Achterstraat
· Kruisstraat
· Kuil
· Lange Kerkstraat
· Lindestraat
· Munnickenveld
· Muntstraat
· Nieuwe Noord
· Nieuwendam
· Nieuwland
· Nieuwstraat
· Noorderstraat
· Onder de Boompjes
· Oude Doelenkade
· Pakhuisstraat
· Peperstraat
· Ramen
· Scharloo
· Schuijteskade
· Slapershaven
· Spoorstraat
· Trommelstraat
· Turfhaven
· Veemarkt
· Veermanskade
· Venidse
· Vijzelstraat
· Vismarkt
· Visserseiland
· Vollerswaal
· West
· Westerdijk
· Wisselstraat
· Zon

Pleinen: De Driestal
· Kazerneplein
· Kerkplein
· Koepoortsplein
· Noorderveemarkt
· Roode Steen
· Vale Hen

Stegen: 't Glop
· Appelsteeg
· Arminiaanse Glop
· Bagijnensteeg
· Bottelsteeg
· Bottersteeg
· Broeksteeg
· Brouwerijsteeg
· Clara's Klooster
· De Zak
· Duinsteeg
· Foreestensteeg
· Geldersesteeg
· Gortsteeg
· Hanekamsteeg
· Hemelsteeg
· Hoogesteeg
· Jan Haringsteeg
· Jan van Necksteeg
· Jeroenensteeg
· Kleine Havensteeg
· Kloppoort
· Knipboogsteeg
· Mallegomsteeg
· Melknapsteeg
· Molsteeg
· Mosterdsteeg
· Nieuwsteeg
· Oosterkerksteeg
· Paardensteeg
· Paradijssteeg
· Pieterseliesteeg
· Pompsteeg
· Proostensteeg
· Schellinkhoutersteeg
· Schoolsteeg
· Schotland
· Sliep Schaar en Messteeg
· Slijksteeg
· Smelterssteeg
· Tempelsteeg
· Turfsteeg
· Watertje
· Wester St. Jansteeg
· Wijdebrugsteeg
· Wijdesteeg
· Zevenhoeksesteeg
· Zoutkeetsteeg